# Mick Jagger
Sir Michael Philip Jagger (nascut el 26 de juliol de 1943) és un cantant, compositor, actor i productor de cinema anglès que ha guanyat fama mundial com a cantant i un dels fundadors del grup de rock britànic The Rolling Stones. La carrera de Jagger s’ha estès durant cinc dècades i se l'ha descrit com “un dels líders més populars i influents de la història del rock & roll”. La seva veu distintiva i les seves enèrgiques actuacions en directe, juntament amb l'estil de guitarra de Keith Richards, han estat la marca comercial dels Rolling Stones al llarg de la carrera de la banda. Jagger va guanyar notorietat a la premsa pels seus compromisos romàntics i sovint va ser retratat com una figura contracultural.
Jagger va néixer i va créixer a Dartford al comtat de Kent a Anglaterra. Va estudiar a la London School of Economics abans d'abandonar els seus estudis per unir-se als Rolling Stones. Jagger ha escrit la majoria de les cançons dels Rolling Stones juntament amb Richards, i continuen col·laborant musicalment. A la fi dels anys seixanta, Jagger va protagonitzar les pel·lícules Performance (1970) i Ned Kelly (1970). Va començar una carrera en solitari el 1985, llançant el seu primer disc, She's the Boss , i es va unir al supergrup elèctric SuperHeavy el 2009. Les relacions amb els altres membres dels Rolling Stones, particularment Richards, es van deteriorar durant la dècada de 1980, però Jagger sempre ha tingut més èxit amb la banda que en els seus projectes en solitari i paral·lels.
El 1989, Jagger va ser inclòs al Rock and Roll Hall of Fame, i el 2004 al UK Music Hall of Fame amb els Rolling Stones. Com a membre dels Rolling Stones i com a artista en solitari, va assolir el número u de les llistes de singles del Regne Unit i els Estats Units amb 13 senzills, el top 10 amb 32 senzills i el top 40 amb 70 senzills. El 2003 va ser nomenat cavaller pels seus serveis a la música popular.
Jagger s’ha casat (i s’ha divorciat) una vegada i també ha tingut diverses relacions. Té vuit fills amb cinc dones. També té cinc nets i es va fer besavi el 2014, quan la seva neta Assís va donar a llum una filla. El seu patrimoni s’ha estimat en 360 milions de dòlars.

## Biografia
Estudià economia a Londres, i va ser allà on va fer amistat amb Brian Jones i Keith Richards, amb els quals va fer The Rolling Stones, el 1962. Al grup en va ser la veu solista i coautor, amb en Keith Richards, de gairebé totes les cançons.
Amb un registre vocal no gaire ample, es distingí per la dicció i el timbre, manllevat dels cantants de blues i soul, accentuant el registre agut i amb una peculiar manera de marcar determinades notes que el va fer un vocalista molt personal i inimitable. A més, escènicament, la seva manera de moure's el convertí en la imatge provocadora del grup i en un autèntic símbol del rock.
Sense deixar els Stones, el 1985 debutà en solitari al concert "Live aid", i va enregistrar quatre discs amb el seu nom - She's the boss (1985), Primitive cool (1987), Wandering spirit (1993) i Goddess in the doorway (2001) -. També va ser actor als films Ned Kelly (1969) i Perfomance (1970) entre d'altres.
A vegades s'ha declarat ateu.

## Discografia

### Àlbums en solitari
| Any  | Detalls de l’àlbum                                                             | UK            | AUS           | US            | BPI / RIAA Certificat   |
| ---- | ------------------------------------------------------------------------------ | ------------- | ------------- | ------------- | ----------------------- |
| 1985 | She's the Boss - Llançament: 21 febrer 1985 - Segell: CBS Records              | 6 (11 setm.)  | 6 (22 setm.)  | 13 (29 setm.) | - UK: Plata - US: Platí |
| 1987 | Primitive Cool - Llançament: 14 setembre 1987 - Segell: CBS Records            | 26 (5 setm.)  | 25 (33 setm.) | 41 (20 setm.) | - Canada: Or            |
| 1993 | Wandering Spirit - Llançament: 9 febrer 1993 - Segell: Atlantic Records        | 12 (7 setm.)  | 12 (17 setm.) | 11 (16 setm.) | - US: Or                |
| 2001 | Goddess in the Doorway - Llançament: 19 novembre 2001 - Segell: Virgin Records | 44 (10 setm.) | 65 (2 setm.)  | 39 (8 setm.)  | - UK: Plata             |

### Compilacions
| Any  | Detalls de l’àlbum                                                                         | UK           | US           |
| ---- | ------------------------------------------------------------------------------------------ | ------------ | ------------ |
| 2007 | The Very Best of Mick Jagger - Llançament: 1 octubre 2007 - Segell: Atlantic/Rhino Records | 57 (2 setm.) | 77 (2 setm.) |

### Àlbums col·laboratius
| Any  | Detalls de l’àlbum | UK           | US            |
| ---- | --- | ------------ | ------------- |
| 1972 | Jamming with Edward! (amb Ry Cooder, Nicky Hopkins, Charlie Watts i Bill Wyman) - Llançament: 7 gener 1972 - Segell: Rolling Stones Records | —            | 33 (11 setm.) |
| 2004 | Alfie (banda sonora, amb Dave Stewart) - Llançament: 18 octubre 2004 - Segell: Virgin Records                                               | —            | 171 (2 setm.) |
| 2011 | SuperHeavy (per SuperHeavy) - Llançament: 19 setembre 2011 - Segell: A&M Records                                                            | 13 (5 setm.) | 26 (5 setm.)  |

### Singles
- "—" indica que els llançaments no van entrar en cap rànquing.

| Any  | Single                                                      | Posició al rànquing | Posició al rànquing | Posició al rànquing | Posició al rànquing | Posició al rànquing | Posició al rànquing | Posició al rànquing | Posició al rànquing | Àlbum                             |
| Any  | Single                                                      | AUS                 | GER                 | IRE                 | UK                  | US                  | US Main             | US Dance            | US Sales            | Àlbum                             |
| ---- | ----------------------------------------------------------- | ------------------- | ------------------- | ------------------- | ------------------- | ------------------- | ------------------- | ------------------- | ------------------- | --------------------------------- |
| 1970 | "Memo from Turner"                                          | —                   | 23                  | —                   | 32                  | —                   | —                   | —                   | —                   | Performance (banda sonora)        |
| 1978 | "Don't Look Back" (amb Peter Tosh)                          | 20                  | —                   | —                   | 43                  | 81                  | —                   | —                   | —                   | Bush Doctor (álbum de Peter Tosh) |
| 1984 | "State of Shock" (amb The Jacksons)                         | 10                  | 23                  | 8                   | 14                  | 3                   | 3                   | —                   | —                   | Victory (álbum de The Jacksons)   |
| 1985 | "Just Another Night"                                        | 13                  | 16                  | 21                  | 32                  | 12                  | 1                   | 11                  | —                   | She's the Boss                    |
| 1985 | "Lonely at the Top"                                         | —                   | —                   | —                   | —                   | —                   | 9                   | —                   | —                   | She's the Boss                    |
| 1985 | "Lucky in Love"                                             | 77                  | 44                  | —                   | 91                  | 38                  | 5                   | 11                  | —                   | She's the Boss                    |
| 1985 | "Hard Woman"                                                | —                   | 57                  | —                   | —                   | —                   | —                   | —                   | —                   | She's the Boss                    |
| 1985 | "Dancing in the Street" (amb David Bowie)                   | 1                   | 6                   | 1                   | 1                   | 7                   | 3                   | 4                   | —                   | Single only                       |
| 1986 | "Ruthless People" (Cara B "I'm Ringing")                    | —                   | —                   | —                   | —                   | 51                  | 14                  | 29                  | —                   | Ruthless People (banda sonora)    |
| 1987 | "Let's Work" (Cara B "Catch as Catch Can")                  | 24                  | 29                  | 24                  | 31                  | 39                  | 7                   | 32                  | —                   | Primitive Cool                    |
| 1987 | "Throwaway"                                                 | —                   | —                   | —                   | —                   | 67                  | 7                   | —                   | —                   | Primitive Cool                    |
| 1987 | "Say You Will"                                              | 21                  | —                   | —                   | —                   | —                   | 39                  | —                   | —                   | Primitive Cool                    |
| 1988 | "Primitive Cool"                                            | 98                  | —                   | —                   | —                   | —                   | —                   | —                   | —                   | Primitive Cool                    |
| 1993 | "Sweet Thing"                                               | 18                  | 23                  | —                   | 24                  | 84                  | 34                  | —                   | —                   | Wandering Spirit                  |
| 1993 | "Wired All Night"                                           | —                   | —                   | —                   | —                   | —                   | 3                   | —                   | —                   | Wandering Spirit                  |
| 1993 | "Don't Tear Me Up"                                          | —                   | 77                  | —                   | 86                  | —                   | 1                   | —                   | —                   | Wandering Spirit                  |
| 1993 | "Out of Focus"                                              | —                   | 70                  | —                   | —                   | —                   | —                   | —                   | —                   | Wandering Spirit                  |
| 2001 | "God Gave Me Everything" (Cara B "Blue")                    | —                   | 60                  | —                   | —                   | —                   | 24                  | —                   | —                   | Goddess in the Doorway            |
| 2002 | "Visions of Paradise"                                       | —                   | 77                  | —                   | 43                  | —                   | —                   | —                   | —                   | Goddess in the Doorway            |
| 2004 | "Old Habits Die Hard" (amb Dave Stewart)                    | —                   | 62                  | —                   | 45                  | —                   | —                   | —                   | —                   | Alfie (banda sonora)              |
| 2008 | "Charmed Life"                                              | —                   | —                   | —                   | —                   | —                   | —                   | 18                  | —                   | The Very Best of Mick Jagger      |
| 2011 | "Miracle Worker" (amb SuperHeavy)                           | —                   | —                   | —                   | 136                 | —                   | —                   | —                   | —                   | SuperHeavy (àlbum SuperHeavy)     |
| 2011 | "T.H.E (The Hardest Ever)" (amb will.i.am i Jennifer Lopez) | 57                  | —                   | 13                  | 3                   | 36                  | —                   | —                   | —                   | Single sense àlbum                |
| 2017 | "Gotta Get a Grip/England Lost"                             | —                   | 109                 | —                   | —                   | —                   | —                   | —                   | 2                   | Single sense àlbum                |
| 2021 | "Eazy Sleazy"                                               |                     |                     |                     |                     |                     |                     |                     |                     | Single sense àlbum                |